# Бранн, Пауль
Пауль Бранн (нем. Paul Brann; 5 января 1873, Ольс (ныне Олесница, Нижнесилезское воеводство, Польша) — 2 сентября 1955, Оксфорд, Великобритания) — немецкий кукловод, писатель
 и актёр, театральный деятель немецкого театра кукол.

## Биография
В 1905 году вместе с группой художников-экспрессионистов (Гульбранссон, Ташнер и др.) основал «Театр марионеток мюнхенских художников», получивший вскоре известность в Европе. С 1910 года театр работал в специальном помещении (в Выставочном парке) с новой для того времени вертящейся сценой.
Во время Первой мировой войны П. Бранн служил в немецкой армии и попал в плен.
Репертуар театра предназначался, главным образом, для взрослых зрителей. В него входили «Фауст», «Дон Жуан», произведения Шницлера, Метерлинка, оперы Глюка, Моцарта, Доницетти, оперетты Оффенбаха и др.
Значительным событием в жизни театра был спектакль «Гёте на экзамене» Фриделя и Польгара, сатирически изображавший псевдоучёных педантов.
В 1934 году Бранн, перешедший из иудаизма в христианство в 1912 году, подвергся нападкам и преследованиям после захвата власти нацистами. В 1935 году эмигрировал в Англию. С началом Второй мировой войны прекратил свою театральную деятельность.